# هارون جونز
هارون جونز (بالإنجليزية: Aaron Jones)‏ هو لاعب كرة قدم أمريكية أمريكي، ولد في 18 ديسمبر 1966 في أورلاندو في الولايات المتحدة.

## وصلات خارجية
- هارون جونز على موقع مرجع كرة القدم المحترفة.كوم (الإنجليزية)